# 无锡运河大酒店

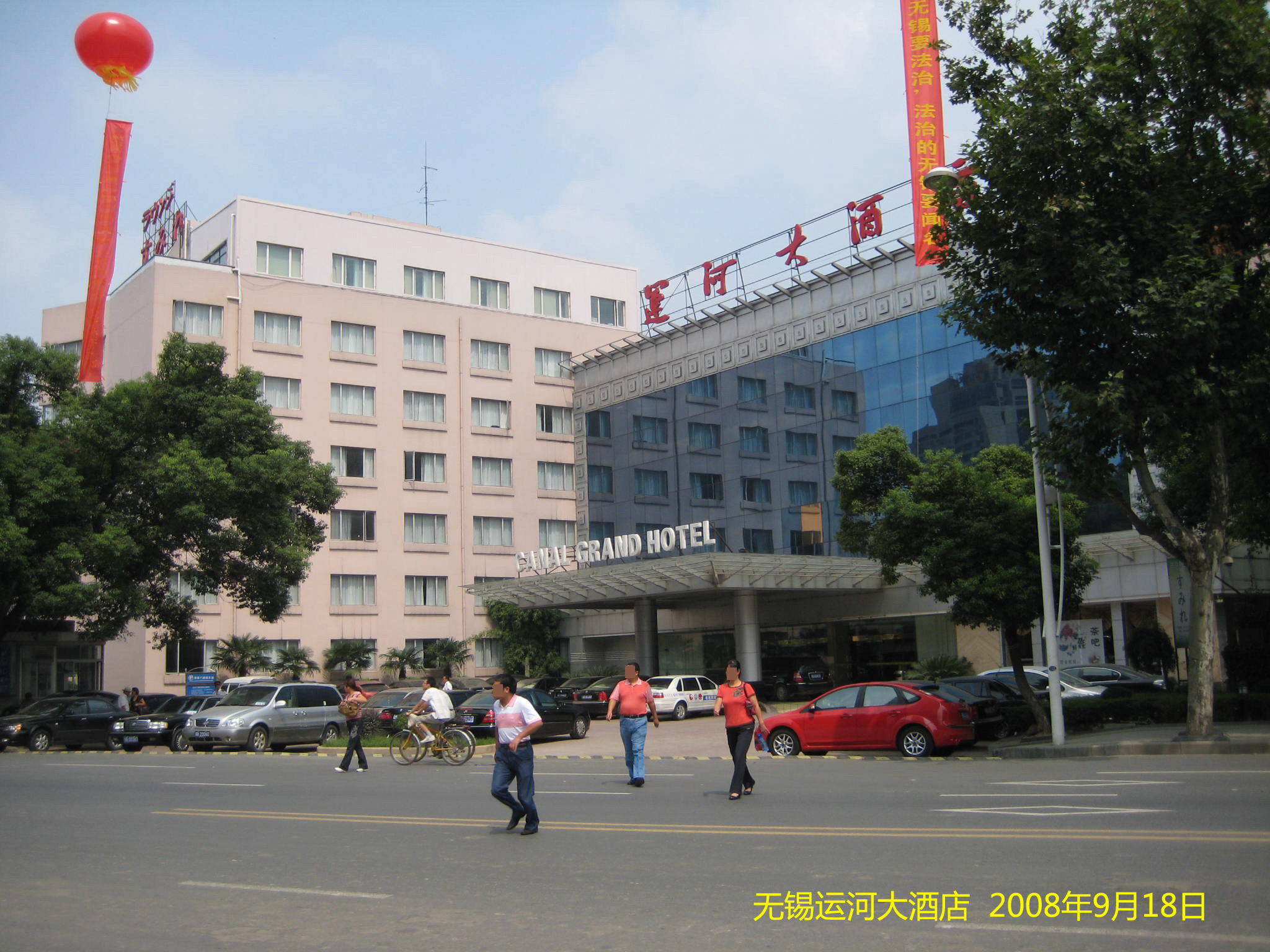
无锡运河大酒店

31°33′46″N 120°16′45″E / 31.56265°N 120.27918°E
无锡运河大酒店（英語：Canal Grand Hotel），是位于中华人民共和国江苏省无锡市湖滨路7号的一个三星级酒店。

## 沿革
无锡市广电集团通过3000万元兼并运河大酒店。毗邻无锡广电传媒中心、无锡音乐厅、无锡美术展览馆等。2006年，举办无锡市音乐家协会的新春联谊会。